# Cupido pindus
Cupido pindus är en fjärilsart som beskrevs av Felder 1865. Cupido pindus ingår i släktet Cupido och familjen juvelvingar. Inga underarter finns listade i Catalogue of Life.